# Gênes-Nice
Gênes-Nice (en italien : Genova-Nizza) est une course cycliste disputée entre les villes de Gênes (Ligurie), en Italie, et Nice (Alpes-Maritimes), en France.

## Présentation
Créée en 1910, la course a ensuite été disputée en 1914 et 1921, puis annuellement de 1935 à 1938 et de 1953 à 1971.
Deux dernières éditions ont eu lieu en 1973 et 1975.
En 1958, 1960, 1962, 1964 et 1973, la course s'est déroulée sur le parcours inverse Nice-Gênes.

## Palmarès
| Année     | Vainqueur           | Deuxième            | Troisième         |
| --------- | ------------------- | ------------------- | ----------------- |
| 1910      | Omer Beaugendre     | Eberardo Pavesi     | Luigi Ganna       |
| 1911-1913 | pas de course       | pas de course       | pas de course     |
| 1914      | Guido Vercellino    | Angelo Bianchi      | Giosue Lombardie  |
| 1915-1920 | pas de course       | pas de course       | pas de course     |
| 1921      | Costante Girardengo | Giuseppe Azzini     | Emilio Petiva     |
| 1922-1934 | pas de course       | pas de course       | pas de course     |
| 1935      | Raoul Lesueur       | Osvaldo Bailo       | Max Bulla         |
| 1936      | Pietro Rimoldi      | Olimpio Bizzi       | Augusto Introzzi  |
| 1937      | Raoul Lesueur       | Osvaldo Bailo       | Dominique Zanti   |
| 1938      | Amédée Rolland      | Pietro Scalbi       | Joseph Aureille   |
| 1939-1952 | pas de course       | pas de course       | pas de course     |
| 1953      | Charles Gregorini   | Adolphe Pezzuli     | Joseph Dalbera    |
| 1954      | Jesus Martinez      | Jean Cottalorda     | Jacques Dupont    |
| 1955      | René Privat         | Gilbert Bauvin      | Guido Anzile      |
| 1956      | Jean Bobet          | Jean Lerda          | Eugène Telotte    |
| 1957      | Louison Bobet       | Jacques Anquetil    | Gilbert Bauvin    |
| 1958      | Nino Defilippis     | Cleto Maule         | Joseph Groussard  |
| 1959      | Joseph Groussard    | René Privat         | Jean Moxhet       |
| 1960      | Jean Stablinski     | Seamus Elliott      | Henry Anglade     |
| 1961      | Fernand Picot       | Édouard Delberghe   | Raymond Poulidor  |
| 1962      | Antonio Bailetti    | Jean-Claude Annaert | Dino Liviero      |
| 1963      | Rudi Altig          | Raymond Poulidor    | André Darrigade   |
| 1964      | André Darrigade     | Jean Graczyk        | Italo Zilioli     |
| 1965      | Carmine Preziosi    | Paul Gutty          | Franco Balmamion  |
| 1966      | Lucien Aimar        | Michele Dancelli    | Rudi Altig        |
| 1967      | Jan Janssen         | Hubert Niel         | Roger Pingeon     |
| 1968      | Cyrille Guimard     | Willy Monty         | André Zimmermann  |
| 1969      | Cyrille Guimard     | José Catieau        | Michel Périn      |
| 1970      | Luciano Armani      | Felice Gimondi      | Leif Mortensen    |
| 1971      | Gerard Vianen       | Claudio Michelotto  | Michel Périn      |
| 1972      | pas de course       | pas de course       | pas de course     |
| 1973      | Marino Basso        | Miguel María Lasa   | Daniel Ducreux    |
| 1974      | pas de course       | pas de course       | pas de course     |
| 1975      | Raymond Delisle     | Cyrille Guimard     | Miguel María Lasa |